# Virginie Gonzalez-Moyano
Virginie Gonzalez-Moyano (Lobbes, 30 mei 1971) is een Belgisch politica voor de PS.

## Levensloop
Van opleiding gegradueerde in de public relations, was de uit Spanje afkomstige Gonzalez-Moyano vanaf 1994 verantwoordelijke bij het Lokaal Agentschap voor Werkgelegenheid in Anderlues. Daarnaast werd ze secretaris en administratief bediende bij het cultureel centrum van Anderlues en ondervoorzitter van Sports-Délassement, de vzw voor sport en ontspanning van de gemeente. Eveneens werd ze ambtenaar bij de Waalse arbeidsbemiddelaar Forem, alvorens zich volledig te wijden aan de politiek. 
Ze begon haar politieke loopbaan in oktober 2000, toen ze voor de PS werd verkozen tot gemeenteraadslid van Anderlues. Als afgevaardigde voor haar partij werd ze tevens van 2002 tot 2007 bestuurslid bij de intercommunales IEECH (voor elektriciteitsdistributie in Oost- en Centraal-Henegouwen) en IHF (de Henegouwse intercommunale voor financiering).
Na de gemeenteraadsverkiezingen van oktober 2012 werd Gonzalez-Moyano onder burgemeester Philippe Tison, die eveneens haar partner is, schepen van Onderwijs, Cultuur, Bibliotheken en Internationale Betrekkingen, alsook voorzitter van het cultureel centrum van Anderlues. Ze bleef schepen tot in september 2014, toen ze na de invoering van de gedeeltelijke cumul van mandaten in het Waals Parlement ontslag nam om in het parlement te kunnen zetelen. Daarna was Gonzalez-Moyano tot december 2018 titelvoerend schepen. In oktober 2020 nam haar partner Philippe Tison na aanhoudende spanningen in de lokale PS-afdeling ontslag als burgemeester van Anderlues en een maand later werd Gonzalez-Moyano geïnstalleerd als zijn opvolger. 
Bij de Waalse verkiezingen van juni 2009 was ze tweede opvolger op de PS-lijst in de kieskring Thuin. In juli 2010 werd ze naar het Waals Parlement en het Parlement van de Franse Gemeenschap geroepen om er Laurent Devin op te volgen, die de overstap maakte naar de Kamer van volksvertegenwoordigers. In het Waals Parlement werd ze lid van de commissie Begroting en Economie, in het Franse Gemeenschapsparlement nam ze zitting in de commissie Jeugd en Jeugdhulp. 
In mei 2014 was Gonzalez-Moyano opnieuw tweede opvolger in Thuin, maar door het ontslag van Françoise Fassiaux-Looten kon ze in juni 2014 opnieuw  als Waals Parlementslid en volksvertegenwoordiger voor de Franse Gemeenschap zetelen. Van 2014 tot 2017 was ze in de Waalse assemblee ondervoorzitter en vervolgens van maart tot juli 2017 voorzitter van de commissie Werk en Opleiding en nadien van 2017 tot 2019 lid van de commissie Leefmilieu, Ruimtelijke Ordening en Openbare Werken. In de assemblee van de Franse Gemeenschap werd ze dan weer lid van de commissie Jeugd, Jeugdhulp, Justitiehuizen en Promotie van Brussel. Als Waals Parlementslid diende Gonzalez-Moyano wetsvoorstellen in inzake duaal leren, het verbieden van glyfosaat en de strijd tegen discriminatie.
Bij de Waalse verkiezingen van mei 2019 stond ze op de vierde plaats van de PS-lijst in de nieuwe kieskring Charleroi-Thuin, maar ze raakte niet herkozen. Vervolgens nam Gonzalez-Moyano haar oude baan bij Forem opnieuw op. Vijf jaar later, in juni 2024 was ze lijstduwer in dezelfde kieskring, maar opnieuw werd ze niet verkozen.
Sinds oktober 2019 is ze bovendien voorzitter van de PS-federatie van het arrondissement Thuin.